# Lygeum spartum
Lo sparto steppico (Lygeum spartum Loefl. ex L., 1754 è una pianta angiosperma monocotiledone appartenente alla famiglia delle Poacee (sottofamiglia Pooideae). È l'unica specie del genere Lygeum Loefl., 1754 e della tribù Lygeeae J. Presl, 1846.

## Etimologia
Il nome generico (Lygeum) deriva dal greco "lygos", parola che indica un ramoscello di salice (culmi utilizzati per la tessitura). L'epiteto specifico (spartum) deriva dal greco "spartos" e indica la pianta Spartium junceum usata per fare le corde; il nome è stato trasferito alla pianta di questa voce in quanto utilizzata per lo stesso scopo.
Il nome scientifico della specie è stato definito da Linneo (1707 – 1778), biologo svedese considerato il padre della moderna classificazione scientifica degli organismi viventi, nella pubblicazione "Genera Plantarum Eorumque Characteres Naturales Secundum Numerum, Figuram, Situm, & Proportionem Omnium Fructificationis Partium. (Ed. 5). Stockholm" (Gen. Pl., ed. 5. Addend. p. [522].) del 1754. Il nome scientifico del genere (Lygeum) è stato definito dal botanico svedese Pehr Löfling (1729 – 1756), allievo di Linneo, nella medesima pubblicazione. Il nome scientifico della tribù (Lygeeae) è stato definito dal naturalista boemo Jan Svatopluk Presl (1791 – 1849) nella pubblicazione "Waobecný Rostl." del 1846.

## Descrizione

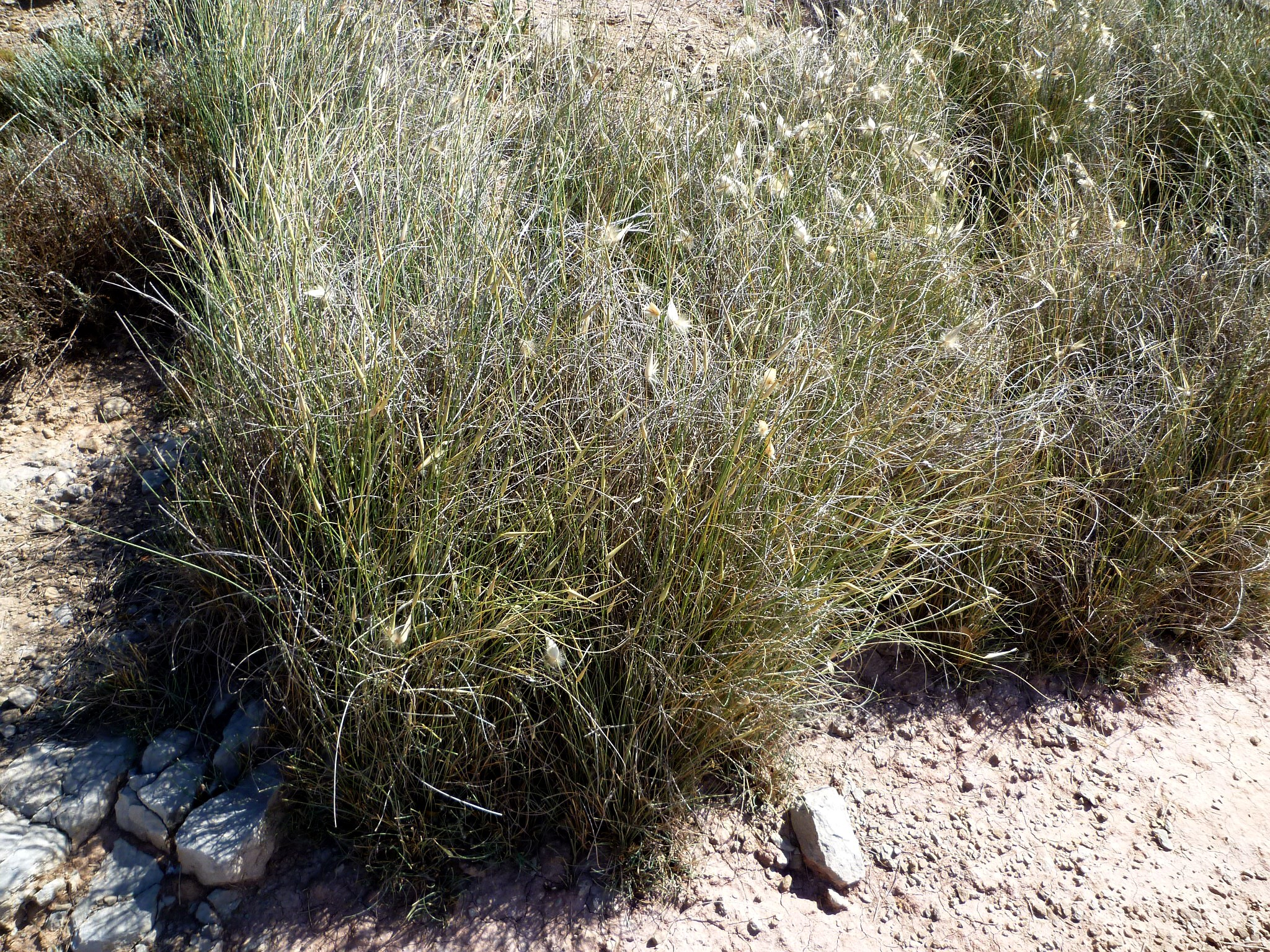
Il portamento

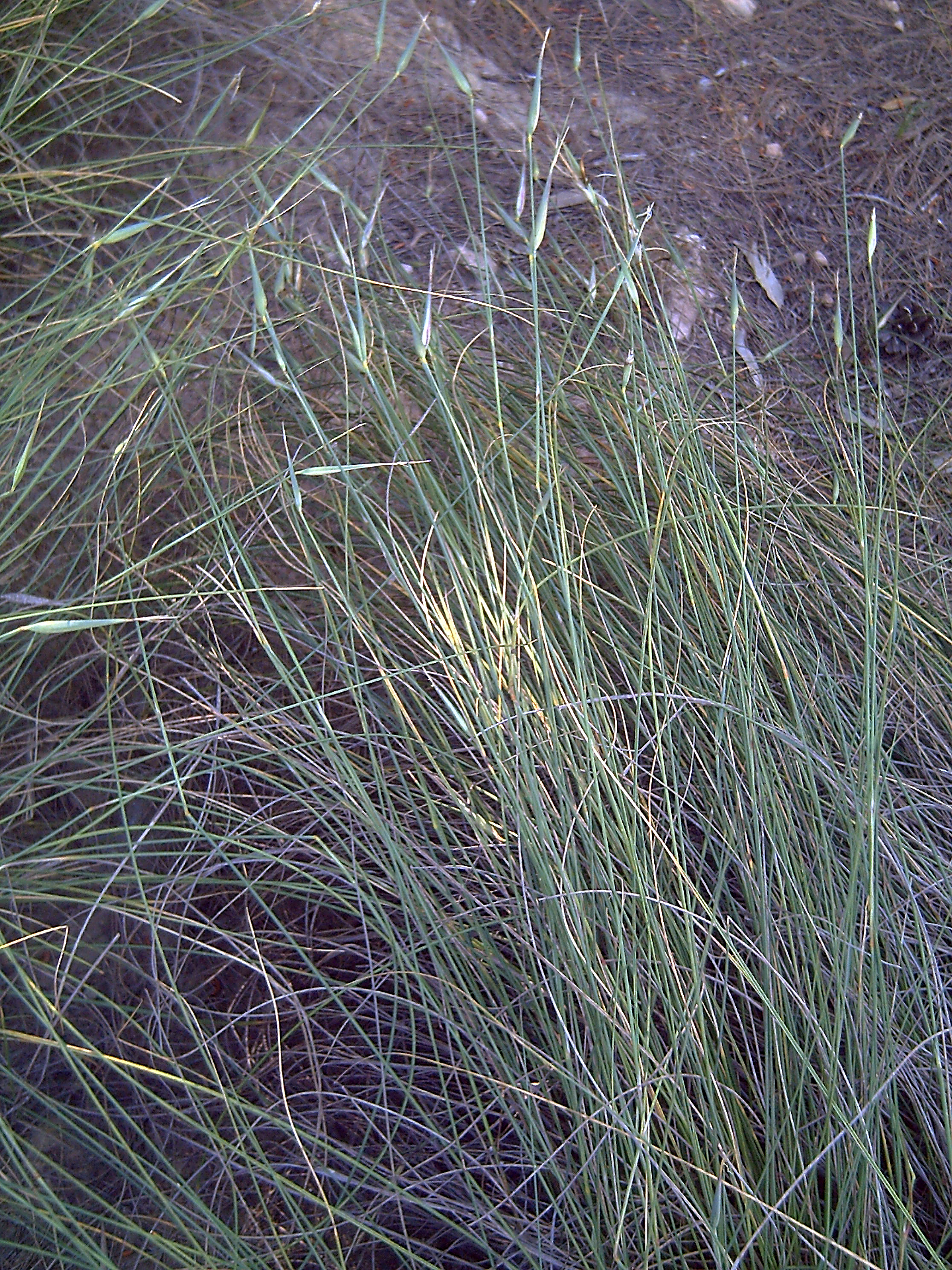
Le foglie

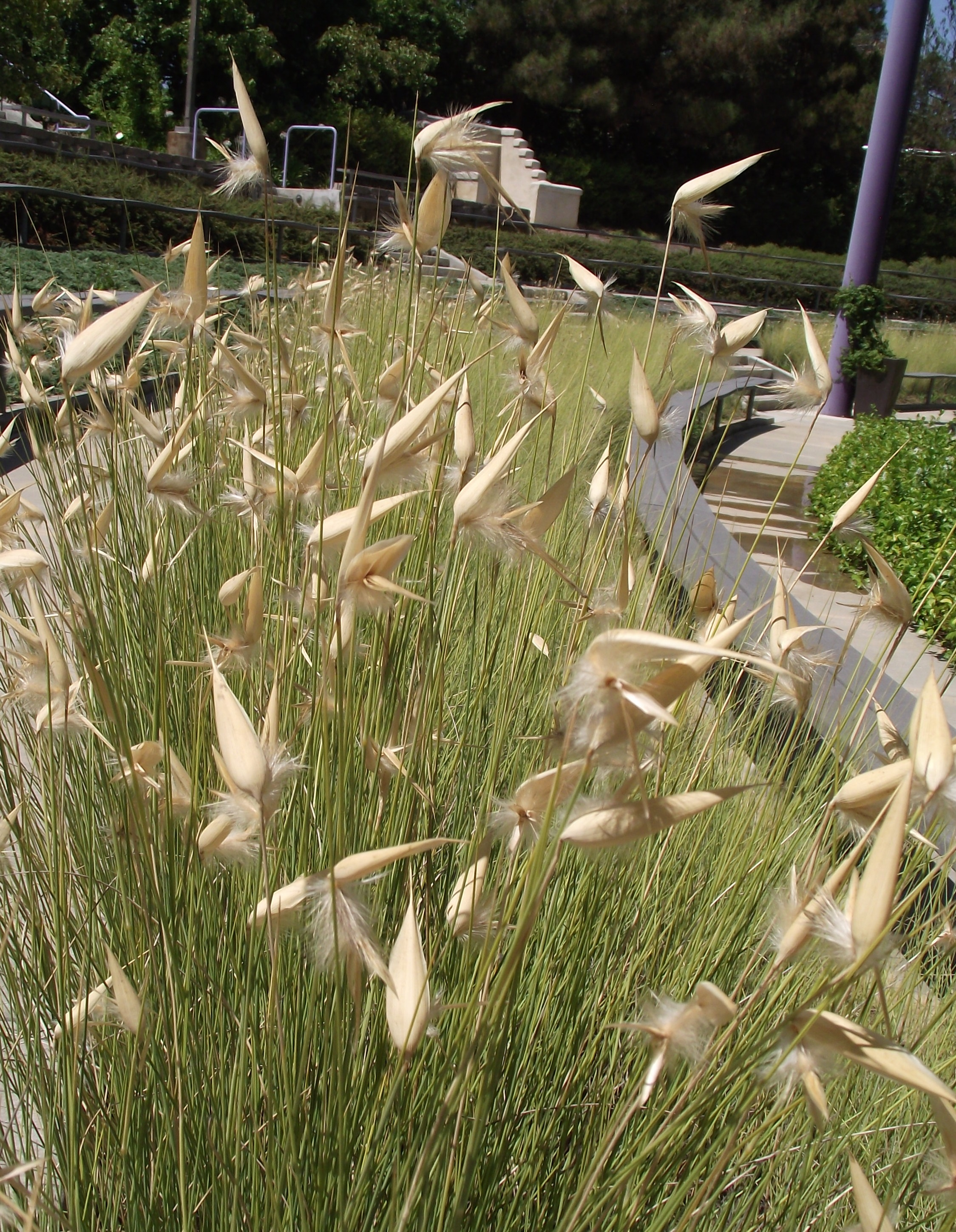
Infiorescenza

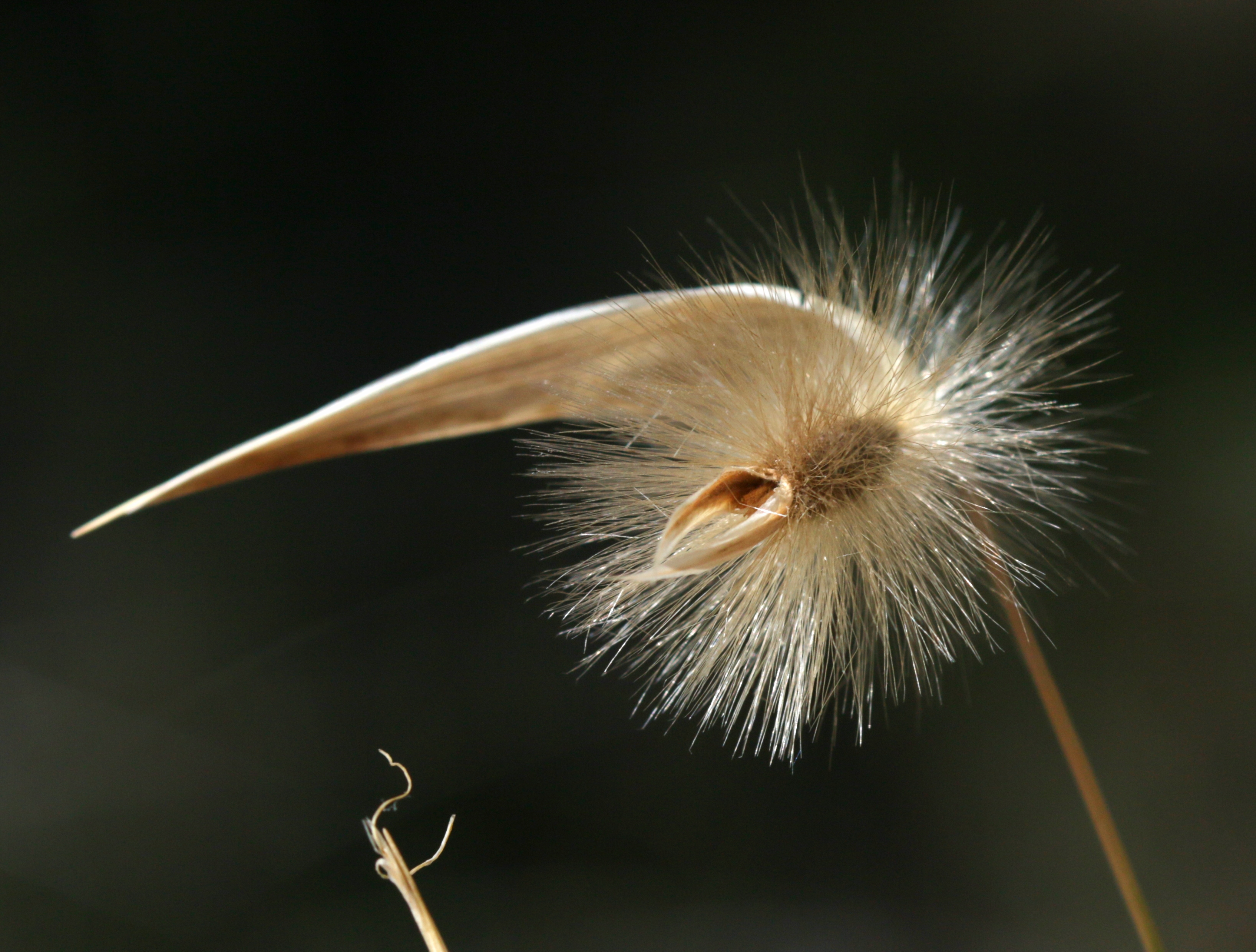
I fiori

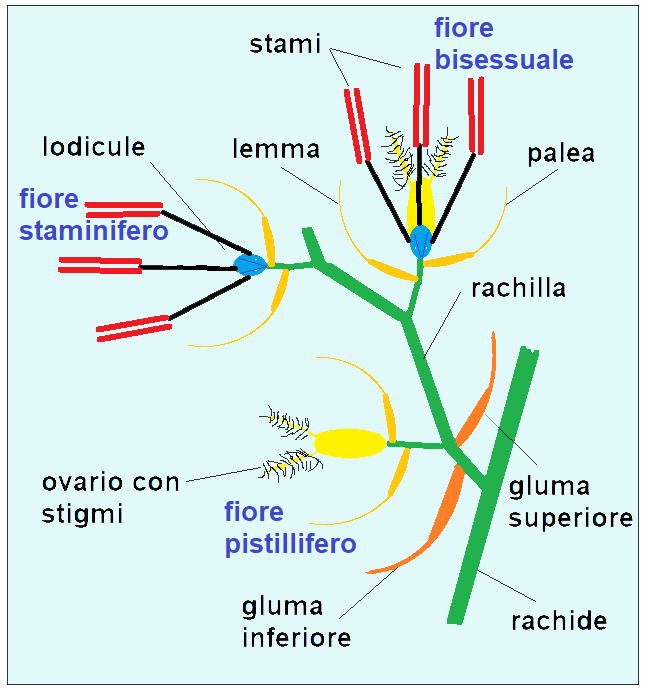
Spighetta generica con tre fiori diversi

Altezza: 2 - 3 dm (massimo 70 cm). La forma biologica è emicriptofita cespitosa (H caesp), sono piante erbacee, bienni o perenni, con gemme svernanti al livello del suolo e protette dalla lettiera o dalla neve e presentano ciuffi fitti di foglie che si dipartono dal suolo.

### Radici
Le radici sono secondarie da un corto rizoma. Il rizoma ha una consistenza indurita ed è ricoperto da squame embriciate.

### Fusto
La parte aerea del fusto (culmo) è rigida. I culmi sono pieni con sezione più o meno rotonda.

### Foglie
Le foglie lungo il culmo sono disposte in modo alterno, sono distiche e si originano dai vari nodi. Sono composte da una guaina abbracciante il fusto e priva di auricole, una ligula membranosa, allungata e a volte cigliata e una lamina a forma convoluto-giunchiforme con superficie glabra. Le venature sono parallelinervie. Non sono presenti i pseudopiccioli e, nell'epidermide delle foglia, le papille. Lunghezza della ligula: 4 – 5 mm. Dimensioni della foglia: larghezza 1 – 2 mm; lunghezza 50 cm.

### Infiorescenza
- Infiorescenza principale (sinfiorescenza o semplicemente spiga): le infiorescenze sono terminali e le spighette sono appaiate o ternate alla fine dei fusti e sono avvolte da una spata fogliacea, rigida con molte nervature longitudinali. La fillotassi dell'inflorescenza inizialmente è a due livelli, anche se le successive ramificazioni la fa apparire a spirale. Lunghezza della spata: 3 - 4 cm.

- Infiorescenza secondaria (o spighetta): le spighette, compresse lateralmente e prive di glume (o è presente solamente quella inferiore), sono formate da 2 - 3 fiori. Possono essere presenti dei fiori sterili; in questo caso sono in posizione distale rispetto a quelli fertili. Alla base di ogni fiore sono presenti due brattee: la palea (un profillo con due venature e cigliata) più lunga dei lemmi e 2 - 3 lemmi saldati a tubo lungamente villosi. La disarticolazione avviene con la rottura della rachilla tra i fiori o sopra i glumi persistenti. Lunghezza dei lemmi: 1,5 cm.

### Fiore
I fiori fertili sono attinomorfi formati da 3 verticilli: perianzio ridotto, androceo  e gineceo.
- Formula fiorale:

- , P 2, A (1-)3(-6), G (2–3) supero, cariosside.

- Il perianzio è assente del tutto.

- L'androceo è composto da 3 stami ognuno con un breve filamento libero, una antera sagittata e due teche. Le antere sono basifisse con deiscenza laterale. Il polline è monoporato.

- Il gineceo è composto da 3-(2) carpelli connati formanti un ovario supero. L'ovario, glabro, ha un solo loculo con un solo ovulo subapicale (o quasi basale). L'ovulo è anfitropo e semianatropo e tenuinucellato o crassinucellato. Lo stilo, breve, è unico con due stigmi papillosi (non piumoso) e distinti.

- Fioritura: da marzo a maggio.

### Frutti
I frutti sono del tipo cariosside, ossia sono dei piccoli chicchi indeiscenti e villosi, fusiformi, nei quali il pericarpo è formato da una sottile parete che circonda il singolo seme. In particolare il pericarpo è fuso al seme ed è aderente. L'endocarpo non è indurito e l'ilo è lungo e lineare. L'embrione è piccolo e provvisto di epiblasto ha un solo cotiledone altamente modificato (scutello senza fessura) in posizione laterale. I margini embrionali della foglia non si sovrappongono. Lunghezza del frutto: 1 mm.

## Biologia
In generale nelle Poaceae la fecondazione avviene fondamentalmente tramite l'impollinazione dei fiori per via  anemogama. Gli stigmi piumosi sono una caratteristica importante per catturare meglio il polline aereo.
I semi cadendo a terra, dopo aver eventualmente percorso alcuni metri a causa del vento (dispersione anemocora) sono dispersi soprattutto da insetti tipo formiche (mirmecoria).

## Distribuzione e habitat
- Geoelemento: il tipo corologico (area di origine) è Mediterraneo.
- Distribuzione: in Italia è una specie rara e si trova solamente al Sud (isole comprese). Nel resto dell'Europa si trova in Spagna; è presente anche nell'Africa mediterranea.[17]
- Habitat: l'habitat tipico per questa pianta sono i pendii aridi e argillosi.
- Distribuzione altitudinale: sui rilievi queste piante si possono trovare fino a 300 m s.l.m..

### Fitosociologia
Dal punto di vista fitosociologico, in Italia, Lygeum spartum appartiene alla seguente comunità vegetale:
- Macrotipologia: vegetazione delle praterie

- Classe: Lygeo sparti-Stipetea tenacissimae Rivas-Martínez 1978 nom. conserv. propos. Rivas-Martínez, Diaz, Fernández-González, Izco, Loidi, Lousa & Penas, 2002

- Ordine: Lygeo sparti-Stipetalia tenacissimae Br.-Bl. & O. Bolòs, 1958

- Alleanza: Moricandio arvensis-Lygeion sparti Brullo, De Marco & Signorello, 1990

Descrizione. L'alleanza Moricandio arvensis-Lygeion sparti  è relativa alle praterie steppiche sud-mediterranee dei versanti acclivi delle colline costiere, costituite prevalentemente da argille. I relativi territori sono caratterizzati da bioclima termomediterraneo secco o subumido. In Italia l’alleanza caratterizza le praterie steppiche della Sicilia e della Calabria meridionale.
Alcune specie presenti nell'associazione: Eryngium dichotomum, Eryngium triquetrum, Dactylis hispanica, Asphodelus ramosus, Charybdis maritima, Moricandia arvensis, Moricandia arvensis, Capparis sicula.
Altre alleanze per questa specie sono: Polygonion tenoreani.

## Tassonomia
La famiglia delle Poacee comprende circa 800 generi e oltre 9.000 specie. È una delle famiglie più numerose e più importanti del gruppo delle monocotiledoni. La famiglia è suddivisa in 12 sottofamiglie, il genere Lygeum' fa parte della sottofamiglia Pooideae (tribù Lygeeae).

### Filogenesi
Il genere Lygeum rappresenta il primo ramo divergente delle Pooideae. La tribù Lygeeae (il cui unico genere è Lygeum) insieme alla tribù Nardeae forma la supertribù Nardodae.
Con questa specie, da un punto di vista filogenetico, tutta la rimanente sottofamiglia si presenta con le seguenti sinapomorfie:
- La fillotassi dell'inflorescenza inizialmente è a due livelli.
- Le spighette sono compresse lateralmente.
- I margini embrionali della foglia non si sovrappongono.
- L'embrione è privo della fessura scutellare.

Il numero cromosomico della specie è: 2n = 40.

### Sinonimi
Questa entità ha avuto nel tempo diverse nomenclature. L'elenco seguente indica alcuni tra i sinonimi più frequenti:
- Lygeum apiculatum Gand.
- Lygeum insulare Gand.
- Lygeum loscosii  Gand.
- Lygeum murcicum Gand.
- Lygeum spartum f. longispathum Trab.
- Lygeum spathaceum Lam
- Lygeum tenax Salisb.